# Фазола (Комо)
Фазола је насеље у Италији у округу Комо, региону Ломбардија.
Према процени из 2011. у насељу је живело 27 становника. Насеље се налази на надморској висини од 329 м.